# Carta di Clan
La carta di Clan/Fuoco è la carta base di un Clan/Fuoco scout ed è scritta e firmata dagli stessi membri della comunità di appartenenza. Ha come argomenti fondamentali i quattro "piloni portanti" del Clan/Fuoco: la comunità, la strada, la fede e il servizio. Tuttavia può anche essere costituita da punti come la Partenza, la gioia, la scelta politica, stile ed essenzialità. Vivere pienamente ciascuno di questi argomenti, in modo sia spirituale che concreto, è l'obiettivo del clan. La fede può anche non essere trattata a parte, visto che spesso è considerata intrinseca degli altri aspetti della vita di clan.

## Punti della carta

### Strada
La strada è vista sia in senso spirituale, come cammino di formazione personale, ma anche in modo prettamente fisico. La strada è la 'fatica comune' che avvicina le persone le une alle altre, come modo nuovo e più profondo di viaggiare, ed anche come meditazione. I campi estivi sono dedicati prevalentemente alla strada: consistono in un campo itinerante (a piedi, in bici o in canoa) detto route. Sempre nell'ambito della strada c'è anche l'hike. Molte canzoni scout sono dedicate a questo argomento ("...non è la strada di chi parte e già vuole arrivare, non è la strada dei sicuri, dei sicuri di riuscire, non è fatta per chi è fermo, per chi non vuole camminare, è la strada di chi parte ed arriva per partire." da è di nuovo route) e quasi tutte le metafore che accompagnano lo scout nella propria crescita si riferiscono ad un cammino, che si concluderà non con un arrivo, bensì con una vera partenza, la partenza scout. Eccezionalmente la route estiva è sostituita da un'esperienza di servizio quale conclusione di un percorso svolto durante l'anno.

### Comunità
Più o meno, in tutti i clan ci si riferisce a comunità come il bisogno necessario e sentito di ogni scout di condividere la propria esperienza, i propri pensieri, le proprie opinioni, i propri dubbi e problemi, ecc. con il resto del clan ed esso ha l'obbligo morale di soccorrere ed aiutare (anche criticando, talvolta, la sua condotta) il suo membro. Comunità significa anche non accogliere passivamente le proposte dei capi, ma di essere ideatori delle proprie attività.

### Servizio
Ogni rover e scolta sperimenta, in modo individuale e/o comunitario, il servizio al prossimo, inteso dalla "buona azione" d'infantile memoria, arrivando fino ad un impegno costante durante l'anno scout. Il servizio in questa branca si divide principalmente in due filoni: quello associativo, che si presta sempre all'interno di gruppi scout in altre branche (L/C o E/G), e quello extra-associativo, affiancati ad associazioni di volontariato.

### Fede
Argomento delicato in tutte le sue fasi, ma impossibile da accantonare nelle attività di un clan. Ogni gruppo in questo caso ha la propria sensibilità: capita sovente che anche scout molto dubbiosi in questo frangente continuino ad appartenere al clan, ma possono anche esservi casi, per quanto rari, dove una mancanza di fede non viene assolutamente tollerata. Ad ogni modo, l'Agesci, generalmente, si mantiene molto "elastica" da questo punto di vista, consapevole che: "Sul cammino della fede, non tutti partono dallo stesso punto e nessuno arriverà alla stessa meta".